# Jewish National Identity Authority
Die Jewish National Identity Authority (hebräisch רשות הזהות היהודית הלאומית, deutsch: Behörde für jüdische nationale Identität) ist eine israelische Regierungsbehörde, die 2023 im Rahmen der Koalitionsvereinbarungen der 37. Regierung Israels (Kabinett Netanjahu VI) gegründet wurde. Ziel der Behörde ist die Förderung und weitere Stärkung der jüdischen Identität im Staat Israel.

## Gründung und politischer Kontext
Die Behörde entstand als Teil der politischen Zugeständnisse an die rechtskonservative Noam-Partei und deren Vorsitzenden Avi Maoz. Maoz, der einzige Abgeordnete seiner Partei in der Knesset, erhielt im Zuge des Koalitionsvertrags mit Premierminister Benjamin Netanjahu das Amt des stellvertretenden Ministers für jüdische nationale Identität im Büro des Premierministers. Einen Minister gibt es durch die Zuordnung zum Büro des Premierministers nicht.
Die Behörde wurde am 29. Dezember 2022 mit der Vereidigung des Kabinetts Netanjahu Vl offiziell geschaffen.

## Aufgaben und Ziele
Die Jewish National Identity Authority ist zuständig für:
- Förderung und Stärkung der jüdischen nationalen Identität in Israel
- Entwicklung von Bildungsprogrammen und Initiativen zur Vermittlung jüdischer Werte
- Kontrolle und Transparenz über externe Bildungsanbieter an öffentlichen Schulen
- Unterstützung von Projekten zur Verbindung mit Jerusalem und anderen symbolträchtigen Orten
- Zusammenarbeit mit Schulen, Jugendorganisationen und weiteren Institutionen[1][6][7]

## Größe und Leitungsstruktur
Die Behörde ist organisatorisch schlank aufgebaut und direkt dem Büro des Premierministers zugeordnet. Die politische Leitung lag bis März 2025 ausschließlich bei Avi Maoz als stellvertretendem Minister. Die operative Umsetzung erfolgte durch ein kleines Team innerhalb des Premierministerbüros. Das Budget betrug 2023 rund 120 Millionen Schekel, für 2024 waren 165 Millionen Schekel vorgesehen.

## Politische Ausrichtung und Kontroversen
Avi Maoz und die Noam-Partei stehen für eine orthodox-konservative Auslegung des Judentums und lehnen jüdische Pluralität sowie LGBT-Rechte ab.
Maoz setzt sich für eine orthodoxe Definition von Jüdischsein ein, fordert eine Änderung des Rückkehrgesetzes und ist bestrebt, mögliche liberale oder progressive gesellschaftliche Entwicklungen zurückzudrängen.
Die Einrichtung der Behörde war von Anfang an politisch umstritten. Kritiker warfen der Regierung vor, mit der Behörde bestehende Strukturen zu duplizieren und die gesellschaftliche Pluralität in Israel zu gefährden. Besonders die starke Betonung einer konservativen religiösen Identität und die Verwendung von Haushaltsmitteln während des Gaza-Krieges stießen bei linken und liberalen Kräften auf Empörung. Die Opposition nannte Maoz’ Ernennung „nichts weniger als Wahnsinn“.

## Rücktritt von Avi Maoz und Entwicklung ab März 2025
Avi Maoz trat am 24. März 2025 von seinem Amt als stellvertretender Minister zurück, da die Regierung nach seinen Angaben die im Koalitionsvertrag vereinbarten Kompetenzen nicht umsetzte.
Nach seinem Rücktritt blieb die Leitung der Behörde zunächst vakant, und die Aufgaben wurden vorübergehend durch das Büro des Premierministers verwaltet.